# 霍普弗劳
霍普弗劳是德国巴伐利亚州的一个市镇。总面积13.16平方公里，总人口1106人，其中男性574人，女性532人（2011年12月31日），人口密度84人/平方公里。